# سردار فرهاد پاشا

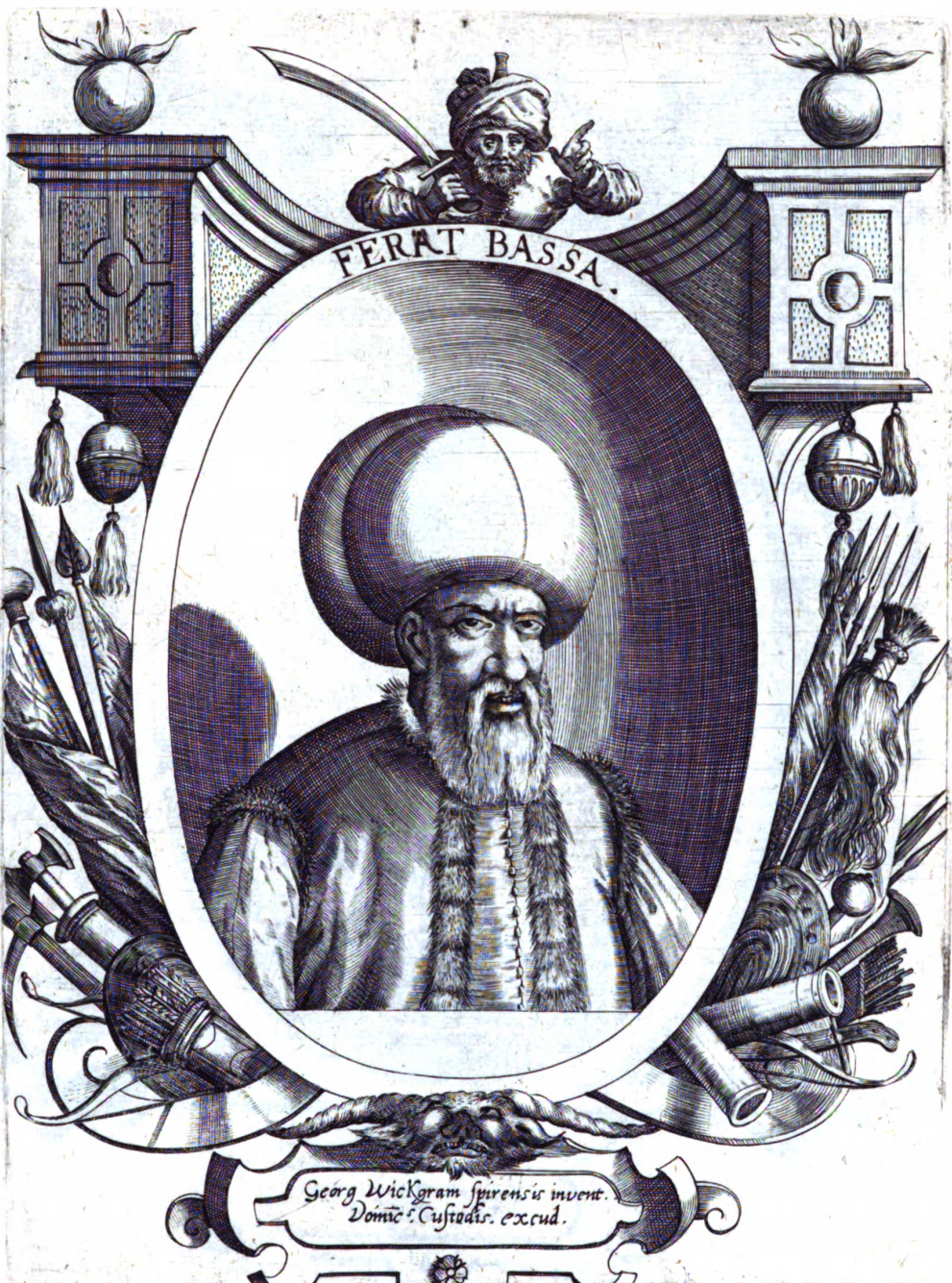
فرهاد پاشا

سردار فرهاد پاشا سیاستمدار عثمانی بود. او دو بار به وزارت اعظمی خاندان عثمانی رسید یک بار از ۱ اوت ۱۵۹۱ تا ۴ آوریل ۱۵۹۲ و بار دیگر از ۱۶ فوریه ۱۵۹۳ تا ۷ ژوئیهٔ ۱۵۹۵.
عهدنامه‌ای زیر نام عهدنامه فرهاد پاشا در سال۱۵۹۰ به جنگ صفویان و عثمانی (۱۵۹۰–۱۵۷۸) پایان داد این عهدنامه که نشان‌گر برتری عثمانی‌ها بود چندان نپایید و پس از ۲۲ سال در ۱۶۱۲ در پی قدرت‌یابی شاه عباس عهدنامه نصوح پاشا میان ایران و عثمانی بسته شد که عواید فراوانی برای ایران داشت. عهدنامه سراب نیز در سال ۱۶۱۵ بسته شد.

## بن‌مایه
- همکاری‌کنندگان ویکی‌پدیا، «Serdar Ferhad Pasha»، ویکی‌پدیای انگلیسی، دانشنامهٔ آزاد (بازیابی ۲۲ بهمن ۱۳۹۳).